# Father Time
«Father Time» es la primera canción del disco Episode de Stratovarius publicado el 29 de marzo de 1996 solo en Japón. Es una de las canciones clásicas del grupo y es una de las más rápidas del mismo. Con esta canción Stratovarius empezó a tener un sonido más propio, que luego habría influenciado a muchos grupos de power metal en la actualidad tales como Sonata Arctica y DragonForce. La canción habla acerca de como pasan los años, y de como las viejas amistades y recuerdos se van perdiendo con el tiempo; preguntándose dónde estuvo todos estos años. Puede observarse, por ejemplo, en la frase del coro: "Where have all the years gone, that's what I am asking now" preguntado así al destino y al tiempo diciéndole "father time" (Padre tiempo).

## Lista de canciones
1. «Father Time» - 5:01
2. «Uncertainty» - 5:58
3. «Future Shock '96» - 4:35
4. «Kill the King» - 4:27

## Personal
- Timo Kotipelto - Voz
- Timo Tolkki - Guitarra
- Jari Kainulainen - Bajo
- Jens Johansson - Teclado
- Jörg Michael - Batería